# Эгиптий
Эгиптий (др.-греч. Αἰγύπτιος) — гомеровский персонаж; старец-ифакиец благородного происхождения, друг Одиссея. Имел четырёх сыновей. Его именем назван троянский астероид Юпитера.
Один из сыновей, Антиф (Антифонт), отправился с Одиссеем на Трою и на обратном пути был съеден Полифемом.
Другой сын, Эврином (Еврином), был в числе женихов Пенелопы.